# ブッソウゲ

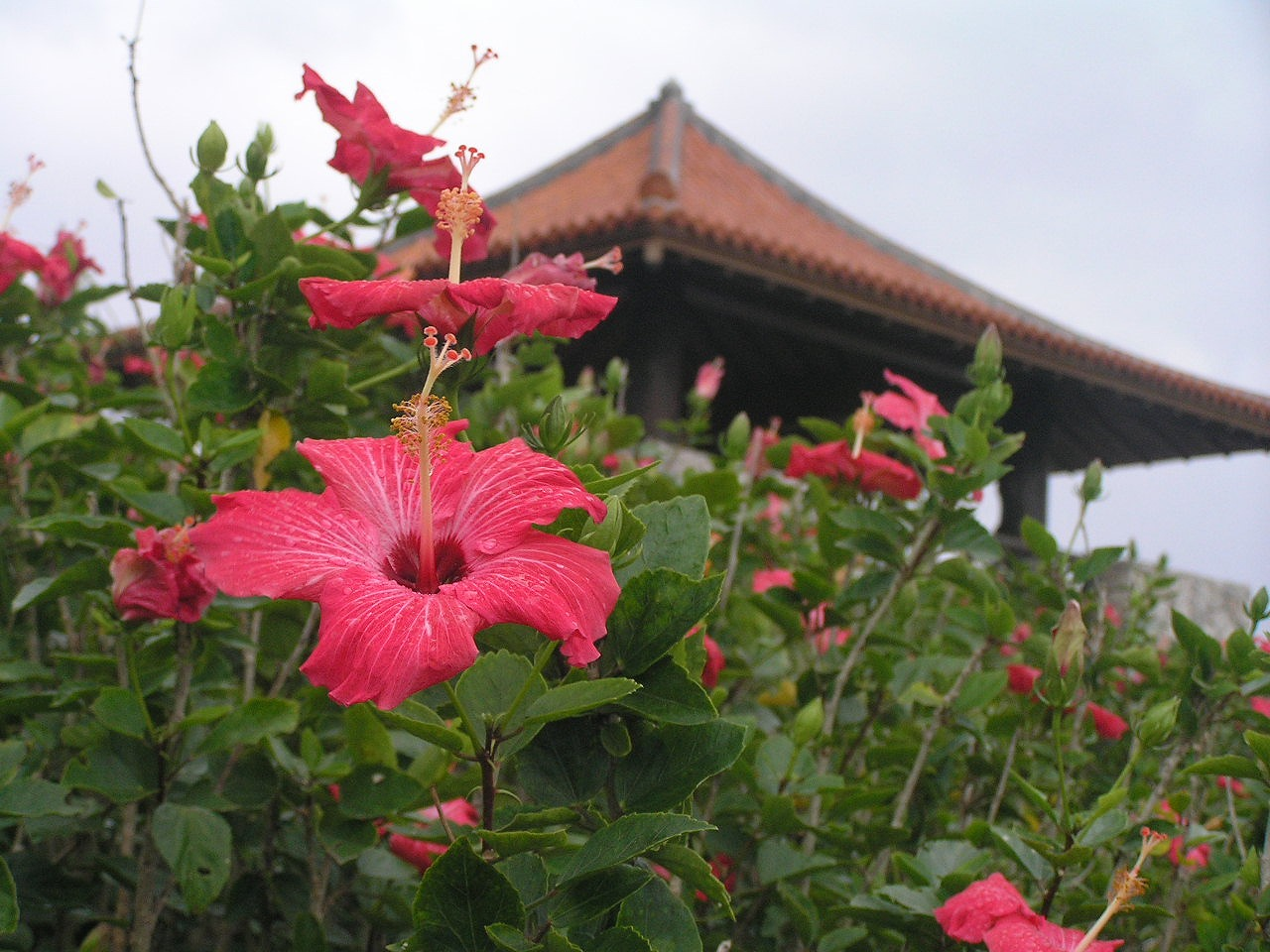
沖縄では至るところに見られる（石垣島・玉取崎）

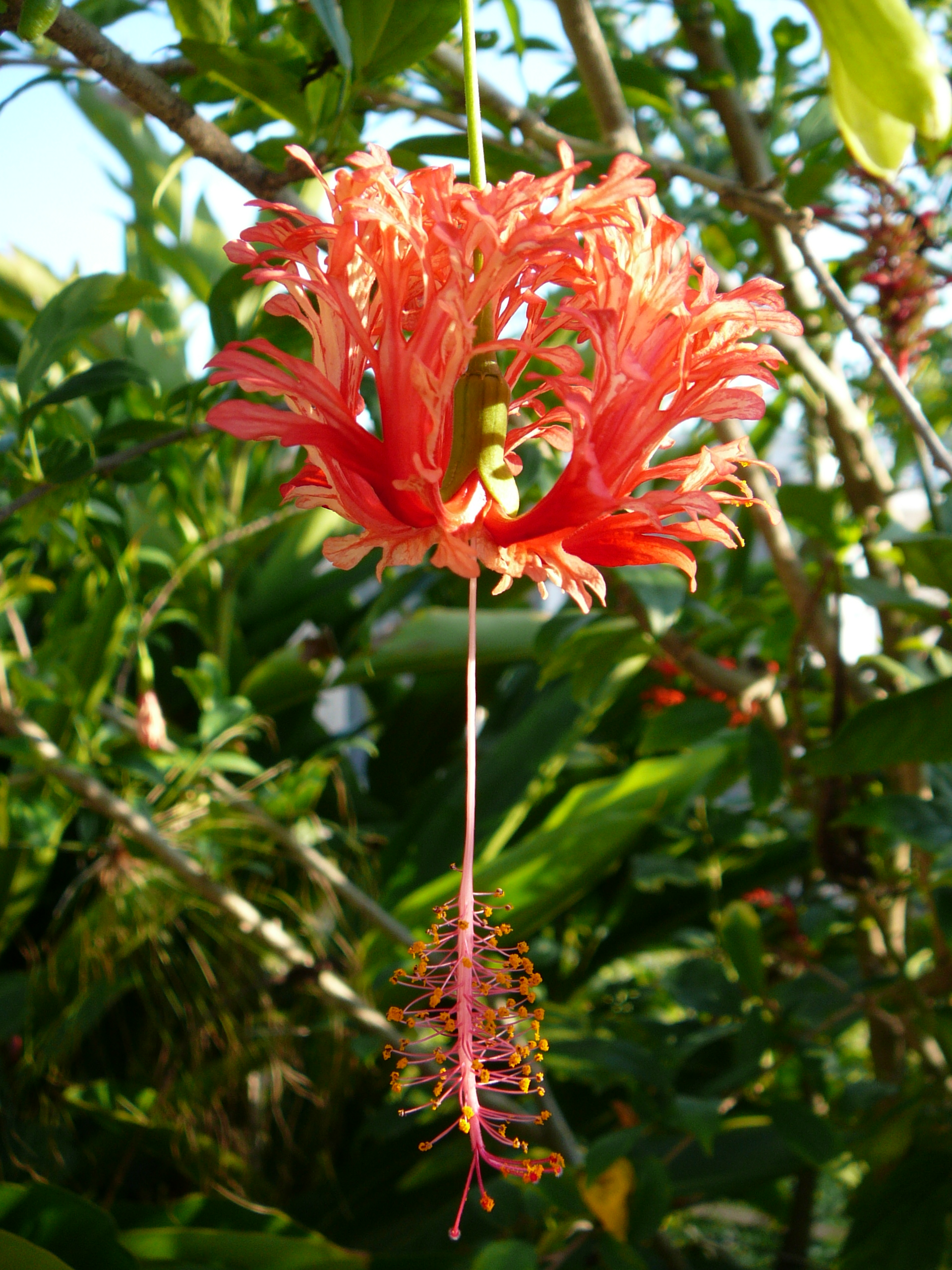
フウリンブッソウゲ

ブッソウゲ（仏桑花、学名 Hibiscus rosa-sinensis, 英名 rose of China, Chinese hibiscus）は、アオイ科フヨウ属の低木。扶桑花、仏桑華とも。沖縄では赤花ともいう。
ハイビスカスとも言うが、フヨウ属の学名・英名がHibiscusであることから、この名前は類似のフヨウ属植物を漠然と指すこともあって、複雑なアオイ科の園芸種群の総称ともなっている。

## 特徴
極めて変異に富み、8000以上の園芸品種が知られているが、一般的には高さ2 - 5メートルに達する熱帯性低木で、全株無毛ときに有毛、葉は広卵形から狭卵形あるいは楕円形で先端は尖る。
花は戸外では夏から秋に咲くが、温室では温度が高ければ周年開花する。小さいものでは直径5センチメートル、大きいものでは20センチメートルに及び、らっぱ状または杯状に開き、花柱は突出する。花が垂れるもの、横向きのもの、上向きのものなど変化に富む。花色は白、桃、紅、黄、橙黄色など様々である。通常、不稔性で結実しないことが多い。5裂の萼の外側を、色のついた苞葉が取り巻いているので、萼が2重になっているように見える。よく目立つ大きな花は花弁が5枚で、筒状に合体した雄蕊の先にソラマメのような形の葯がついていて、雌蕊は5裂する。果実は5室の豆果で、多数の種子が入っている。
中国南部原産の説やインド洋諸島で発生した雑種植物であるとの説もあるが、原産地は不明である。本土への渡来は、慶長年間（1610年頃）に薩摩藩主島津家久が琉球産ブッソウゲを徳川家康に献じたのが最初の記録として残っているという。
ほぼ一年中咲くマレーシアでは、マレー語でブンガ・ラヤと呼び、国花として制定している。マレーシア国内で使われているリンギット硬貨にも刻印され親しまれている花のひとつである。
また、ハワイの州花ともなっている。

## 栽培・利用
日本では南部を除き戸外で越冬できないため、鉢植えとして冬は温室で育てる。鉢植えの土は砂、ピートなどを多く混ぜた軽いものを用い、ときに液肥をあたえる。繁殖は通常、挿木で行い、梅雨期に一年枝を砂にさし、発根後土に植える。大輪種は在来種に接木を行う必要がある。
沖縄県では庭木、生垣とする。沖縄南部では後生花（ぐそうばな）と呼ばれ、死人の後生の幸福を願って墓地に植栽する習慣がある。
中国では赤花種の花を食用染料としてシソなどと同様に用い、また熱帯アジアでは靴をみがくのに利用するといわれ、shoe flowerの別名がある。

## ブッソウゲを称する他の植物

### フウリンブッソウゲ
ブッソウゲの名をもつ近縁種にフウリンブッソウゲ（H. schizopetalus, fringed hibiscus, cut-petaled hibiscus, coral hibiscus）がある。
アフリカ・ザンジバル島あるいはケニアモンバサ付近原産の高さ1 - 3mの非耐寒性常緑低木であるブッソウゲの近縁種で、大型の5弁花には細く深い切れ込みがあり、後ろに反っている。花柄は風鈴のように下に長く伸び、先端付近に筒状の雄蕊がついている。葉は互生し葉柄の基部には托葉がある。ブッソウゲが通常一日花なのに対して何日も咲く。学名の「スキゾペタルス」はラテン語で「切れ込みのある花弁」の意味である。別名の「コーラル・ハイビスカス」は花色や形がサンゴに似ていることから付けられた。
なお、ハイビスカスと総称されるフヨウ属には他にも草本で観賞用に栽植される種や交配種が多数ある。フヨウ属を参照されたい。

### ヒメブッソウゲ（ヒメフヨウ属）
ヒメブッソウゲ（Malvaviscus arboreus）は別属の植物で、中南米原産の観賞用低木である。花は小さく直径2 - 3cm、赤花で花弁は開かない。この属の植物は花柱の上部で10本に分岐し、液果を結ぶなどの点がフヨウ属とは異なる。